# Seznam norských spisovatelů
Jména v seznamu jsou uspořádána abecedně podle příjmení, ženská příjmení jsou přechýlená. Řazení ctí českou abecedu; å, ä jsou v platnosti a; æ třeba hledat jako e; ø a ö jsou na místě o.

## A
- Jorunn Aandreaaová (* 1934)
- Hans Aanrud (1863–1953)
- Ivar Aasen (1813–1896)
- Matti Aikio (1872–1929)
- Finn Alnæs (1932–1991)
- Karsten Alnæs (* 1938)
- Ingvar Ambjørnsen (* 1956)
- Roald Amundsen (1872–1928)
- Tryggve Andersen (1866–1920)
- Astrid Hjertenæs Andersenová (1915–1985)
- Olav Angell (* 1932)
- Nini Roll Ankerová (1873–1942)
- Per Arneberg (1901–1981)
- Peter Christen Asbjørnsen (1812–1885)
- Kjell Askildsen (* 1929)
- Elisa Aubertová (1837–1909)
- Olav Aukrust (1883–1929)

## B
- Carolina Baadeová (1838–1881)
- Engvald Bakkan (1897–1982)
- Odd Bang-Hansen (1908–1984)
- Karin Bangová (1928–2017)
- Ole Barman (1897–1983)
- Jonny Berg viz Jonny Halberg (* 1962)
- Lars Berg (1901–1969)
- Olav Berkaak (1915–1980)
- Hans Lassenius Bernhoft (1793–1851)
- Jon Bing (* 1944)
- Holger Birch viz Antoinette Meynová (1827–1915)
- André Bjerke (1918–1985)
- Henrik Anker Bjerregaard (1792–1842)
- Jens Bjørneboe (1920–1976)
- Finn Bjørnseth (1924–1973)
- Bjørnstjerne Bjørnson (1832–1910), nositel Nobelovy ceny za literaturu za rok 1903
- Ketil Bjørnstad (* 1952)
- Milada Blekastadová (1917–2003)
- Finn Bø (1893–1962)
- Sigurd Bodvar (1901–1996)
- Johan Bojer (1872–1959)
- Øivind Bolstad (1905–1979)
- Sigrid Boová (1898–1953)
- Bernhard Borge viz André Bjerke (1918–1985)
- Johan Borgen (1902–1979)
- Hans Børli (1918–1989)
- Paul Botten-Hansen (1824–1869)
- Emil Boyson (1897–1979)
- Oskar Braaten (1881–1939)
- Gerd Brantenbergová (* 1941)
- Paal Brekke (1923–1993)
- Tor Åge Bringsværd (* 1939)
- Alex Brinchmann (1888–1978)
- Waldemar Brøgger (1911–1991)
- Per Bronken (1935–2002)
- Jan-Magnus Bruheim (1914–1988)
- Jacob Breda Bull (1853–1930)
- Olaf Bull (1883–1933)
- Anders Bye (1933–2009)

## C
- Peder W. Cappelen (1931–1992)
- Finn Carling (1925–2004)
- Marie Colbanová (1814–1884)
- Camilla Collettová (1813–1895)

## D
- Jonas Dahl (1849–1919)
- Konrad Dahl (1848–1931)
- Petter Dass (1647–1707)
- Lorentz Dietrichson (1834–1917)
- Lars Dilling (1848–1887)
- Conradine Dunkerová (1780–1866)
- Olav Duun (1876–1939)

## E
- Olga Egelandová (* 1923)
- Peter Egge (1869–1959)
- Arnljot Eggen (1923–2009)
- Thorbjørn Egner (1912–1990)
- Odd Eidem (1913–1988)
- Arnold Eidslott (* 1926)
- Johan Ellefsen (1888–1921)
- Kristian Elster ml. (1881–1947)
- Kristian Elster st. (1841–1881)
- Torolf Elster (1911–2006)
- Magli Elsterová (1912–1993)
- Sven Elvestad (1884–1934)
- Carl Fredrik Engelstad (1915–1996)
- Sigurd Evensmo (1912–1978)

## F
- Sara Fabriciusová viz Cora Sandelová (1880–1974)
- Knut Faldbakken (* 1941)
- Johan Falkberget (1879-1967)
- Ronald Fangen (1895–1946)
- Kåre Fasting (1907–1983)
- Gabriel Finne (1866–1899)
- Kjartan Fløgstad (* 1944)
- Constantius Flood (1837–1908)
- Mikkjel Fønhus (1894–1973)
- Erik Fosnes Hansen (* 1965)
- Jon Fosse (* 1959)
- Jens Andreas Friis (1821–1896)
- Nikolaj Frobenius (* 1965)

## G
- Jostein Gaarder (* 1952)
- Arne Garborg (1851–1924)
- Hulda Garborgová (1862–1934)
- Hans Geelmuyden (1906–1969)
- Claes Gill (1910–1973)
- Knut Gjengedal (1900–1973)
- Paul Gjesdahl (1893–1969)
- Nordahl Grieg (1902–1943)
- Trygve Gulbranssen (1894–1962)
- Olav Gullvåg (1885–1961)
- Gunnar Bull Gundersen (1929–1993)

## H
- Magnhild Haalkeová (1885–1984)
- Espen Haavardsholm (* 1945)
- Haavard Haavardsholm (1924–1981)
- Bergljot Hobæk Haffová (1925–2016)
- Ingeborg Refling Hagenová (1895–1989)
- Helge Hagerup (1933–2008)
- Inger Hagerupová (1905–1985)
- Jonny Halberg (* 1962)
- Finn Halvorsen (1893–1960)
- Carl Hambro (1914–1985)
- Knut Hamsun (1859–1952)
- Marie Hamsunová (1881–1969)
- Erik Fosnes Hansen viz Fosnes Hansen, Erik (* 1965)
- Maurits Christopher Hansen (1794–1842)
- Ebba Haslundová (1917–2009)
- Solveig Hauganová (1901–1953)
- Alfred Hauge (1915–1986)
- Knut Hauge (1911–1999)
- Olav H. Hauge (1908–1994)
- Paal-Helge Haugen (* 1945)
- Tormod Haugen (1945–2008)
- Torill Thorstad Haugerová (1943–2014)
- Andreas Haukland (1873–1933)
- Finn Havrevold (1905–1988)
- Kjell Heggelund (1932–2017)
- Johannes Heggland (1919–2008)
- Gunnar Heiberg (1857–1929), dramatik
- Hans Heiberg (1904–1978)
- Vera Henriksenová (1927–2016)
- Hans Herbjørnsrud (* 1938)
- Bernhard Herre (1812–1849)
- Thor Heyerdahl (1914–2002)
- Rolf Hiorth-Schøyen (1887–1932)
- Bergljot Hobæk Haffová viz Haffová, Bergljot Hobæk (* 1925)
- Sigurd Hoel (1890–1960)
- Edvard Hoem (* 1949)
- Gunvar Hofmoová (1921–1995)
- Ludvig Holberg (1684–1754), dramaturg, historik a esejista
- Hans Henrik Holm (1896–1980)
- Peter R. Holm (* 1931)
- Sigbjørn Hølmebakk (1922–1981)
- Gro Holmová (1878–1949)
- Kåre Holt (1917–1997)
- Åsta Holthová (1904–1999)
- Zinken Hoppová (1905–1987)
- Engbret Hougen (1826–1891)
- Anders Hovden (1860–1943)

## Ch
- Hjalmar Christensen (1869–1925)
- Lars Saabye Christensen viz Saabye Christensen, Lars (* 1953)
- Sigurd Christiansen (1891–1947)
- Erling Christie (1928–1996)
- Solveig Christovová (1918–1984)

## I
- Henrik Ibsen (1828–1906), dramatik
- Alf Ingebrekt viz Alf Larsen (1885–1967)
- Helge Ingstad (1899–2001)

## J
- Rolf Jacobsen (1907–1994)
- Roy Jacobsen (* 1954)
- Kristofer Janson (1841–1917)
- Hans Jæger (1854–1910)
- Axel Jensen (1932–2003)
- Georg Johannesen (1931–2005)
- Margaret Johansenová (1923–2013)
- Arne Johnssen (* 1903)
- Ragnhild Jølsenová (1875–1908)
- Tor Jonsson (1916–1951)
- Dagny Juel Przybyszewska (1867–1901)

## K
- Laura Kielerová (1849–1932)
- Alexander Kielland (1849–1906)
- Axel Kielland (1907–1963)
- Gustava Kiellandová (1800–1889)
- Hans Ernst Kinck (1865–1926)
- Nils Kjær (1870–1924)
- Jan Kjærstad (* 1953)
- Liv Køltzowová (* 1945)
- Michael Konupek (* 1948)
- Erik Krag (1902–1987)
- Thomas Peter Krag (1868–1913)
- Vilhelm Krag (1871–1933)
- Borghild Kraneová (1906–1997)
- Kristian Kristiansen (1909–1980)
- Kristofer Kristofersen (1851–1892)
- Helge Krog (1889–1962)
- Christian Krohg (1852–1925)
- Inge Krokann (1893–1962)
- Louis Kvalstad (1905–1952)

## L
- Magnus Brostrup Landstad (1802–1880)
- Alf Larsen (1885–1967)
- Gunnar Larsen (1900–1958)
- Bernt Lie (1868–1916)
- Jonas Lie (1833–1908)
- Erlend Loe (* 1969)
- Rasmus Løland (1861–1907)
- Øystein Lønn (* 1936)
- Sjur Lothe (1893–1972)
- Cecilie Løveidová (* 1951)
- Gunnar Lunde (1944–1993)
- Eldrid Lundenová (* 1940)
- Aslaug Låstad Lygreová (1910–1966)
- Mona Lyngarová (* 1944)

## M
- Ragnhild Magerøyová (1920–2010)
- Haakon Bugge Mahrt (1901–1990)
- Andreas Markusson (1893–1952)
- Kristian Matre (1877–1943)
- Stein Mehren (1935–2017)
- Sigurd Segelcke Meidell viz Arne Vaagen (1878–1968)
- Ingebjørg Mælandsmoová (1898–1981)
- Antoinette Meynová (1827–1915)
- Aslaug Groven Michaelsenová (1926–2017)
- Jon Michelet (* 1944)
- Jørgen Engebretsen Moe (1813–1882)
- Ingeborg Møllerová (1878–1964)
- Sven Moren (1871–1938)
- Halldis Moren Vesaasová (1907–1995)
- Andreas Munch (1811–1884)
- Johan Storm Munch (1778–1832)
- Anna Munchová (1856–1932)
- Agnar Mykle (1915–1994)
- Lasse Myrberget (1931–1986)

## N
- Fridtjof Nansen (1861–1930)
- Torborg Nedreaasová (1906–1987)
- Jo Nesbø (* 1960)
- Kate Næssová (1938–1987)
- Johannes Norman viz Kristian Winterhjelm (1843–1915)
- Regine Normannová (1867–1939)
- Bjørn Nilsen (* 1934)
- Rudolf Nilsen (1901–1929)
- Olav Nordrå (1919–1994)
- Olav Nygard (1884–1924)
- Arild Nyquist (1937–2004)

## O
- Edith Øbergová (1895–1968)
- Tor Obrestad (* 1938)
- Sigbjørn Obstfelder (1866–1900)
- Einar Økland (* 1940)
- Andreas Schram Olsen (1791–1845)
- Arthur Omre (1887–1967)
- Tore Ørjasæter (1886–1968)
- Ernst Orvil (1898–1985)
- Mari Osmundsenová (* 1951)
- Hanne Østaviková (* 1969)
- Arnulf Øverland (1889–1968)

## P
- Arne Paasche Aasen (1901–1978)
- John Poulsen (1851–1924)
- Alf Prøysen (1914–1970)
- Alvilda Prydzová (1848–1922)
- Carl Frederik Prytz (1922–2002)

## R
- Minda Rammová (1859–1924)
- Egil Rasmussen (1903–1964)
- Jonas Rein (1760–1821)
- Gunnar Reiss-Andersen (1896–1964)
- Anders Reitan (1826–1872)
- Barbara Ringová (1870–1955)
- Roy Roberts viz Alex Brinchmann (1888–1978)
- Nordahl Rolfsen (1848–1928)
- Ole Edvart Rølvaag (1876–1931)
- Bjørn Rongen (1906-1983)
- Nils Johan Rud (1908–1993)
- Ragna Rustenová (1896–1979)
- Henrik Rytter (1877–1950)

## S
- Lars Saabye Christensen (* 1953)
- Jacob Sande (1906–1967)
- Cora Sandelová (1880–1974)
- Aksel Sandemose (1899–1965)
- Ingebjørg Kasin Sandsdalenová (1915–2003)
- Gabriel Scott (1874–1958)
- Hans Seland (1867–1949)
- Ola Setrom (1895–1946)
- Harald Schmidt (1850–1893)
- Conrad Nicolai Schwach (1793–1860)
- Alfred Sinding-Larsen (1839–1911)
- Per Sivle (1857–1904)
- Fredrik Skagen (1936–2017)
- Olaf Skavlan (1838–1891)
- Einar Skjæraasen (1900–1966)
- Simen Skjønsberg (1920–1993)
- Arne Skouen (1913–2003)
- Amalie Skramová (1846–1905), naturalistická spisovatelka
- Ragnvald Skrede (1904–1983)
- Olav Sletto (1886–1963)
- Ragne Solås (1904–1997)
- Ragnar Solberg (1899–1967)
- Elling M. Solheim (1905–1971)
- Dag Solstad (* 1941)
- Nicolai Julius Sørensen (1850–1908)
- Henrik Steffens (1773–1845)
- Rolf Stenersen (1899–1978)
- Terje Stigen (1922–2010)
- Finn Strømsted (1925–2003)
- Karen Sundtová (1841–1924)
- Harald Sverdrup (1923–1992)
- Ingvald Svinsaas (1912–1990)

## T
- Marie Takvamová (1926–2008)
- Nicolina Thaulowová (1807–1885)
- Thor Thorsen (1927–1999)
- Arne Randers Thorstenson (1903–1943)
- Johannes Thrap-Meyer (1898–1929)
- Clara Tschudiová (1856–1945)
- Jens Tvedt (1857–1935)

## U
- Sverre Udnæs (1939–1982), dramatický spisovatel
- Vilhelmine Ullmannová (1816–1915)
- Tor Ulven (1953–1995)
- Sigrid Undsetová (1882–1949)
- Kristofer Uppdal (1878–1961)

## V
- Lars Amund Vaage (* 1952)
- Arne Vaagen (1878–1968)
- Aslaug Vaaová (1889–1965)
- Tarjei Vesaas (1897–1970)
- Halldis Moren Vesaasová viz Moren Vesaasová, Halldis (1907–1995)
- Johan Vibe (1840–1897)
- Ole Vig (1824–1857)
- Ola Viker (1897–1972)
- Bjørg Viková (1935–2018)
- Aasmund Olavsson Vinje (1818–1870)
- Maren Vinsnesová (1826–1910)
- Vetle Vislie (1858–1933)
- Nils Collett Vogt (1864–1937)
- Johanne Vogtová (1833–1906)
- Jan Erik Vold (* 1939)
- Erik Vullum (1850–1916)

## W
- Herbjørg Wassmoová (* 1942)
- Johan Sebastian Welhaven (1807–1873)
- Elisabeth Welhavenová (1815–1901)
- Nils Werenskiold (1920–1991)
- Henrik Wergeland (1808–1845)
- Johan Herman Wessel (1742–1785)
- Marie Wexelsenová (1832–1911)
- Merete Wigerová (1921–2015)
- Herman Wildenvey (1886–1959), básník
- Gisken Wildenveyová (1892–1985)
- Kristian Winterhjelm (1843–1915)
- Simon Olaus Wolff (1796–1859)
- Lucie Wolfová (1833–1902)

## Z
- Jens Zetlitz (1761–1821)
- Dikken Zwilgmeyerová (1853–1913)

## Poznámka pod čarou
1. ↑  Takovýto abecední pořádek je v souladu se zásadami uplatňovanými v nejnovějších českých oborových příručkách, jmenovitě v Slovníku severských spisovatelů (2004²; cf. str. 9) a v Moderních skandinávských literaturách (1870–2000) (2006). — Ve starší Kejzlarově práci Dějiny norské literatury 1914 — 1970 (1974) je æ řazeno před e, ø je řazeno nejednotně, ö je za o. V Dějinách norské literatury 1814-1914 (1967) téhož autora je alfabetický pořádek opět odlišný. (Jmenované čtyři knihy představují rovněž základní literaturu o norském písemnictví.)